# Lekterapi

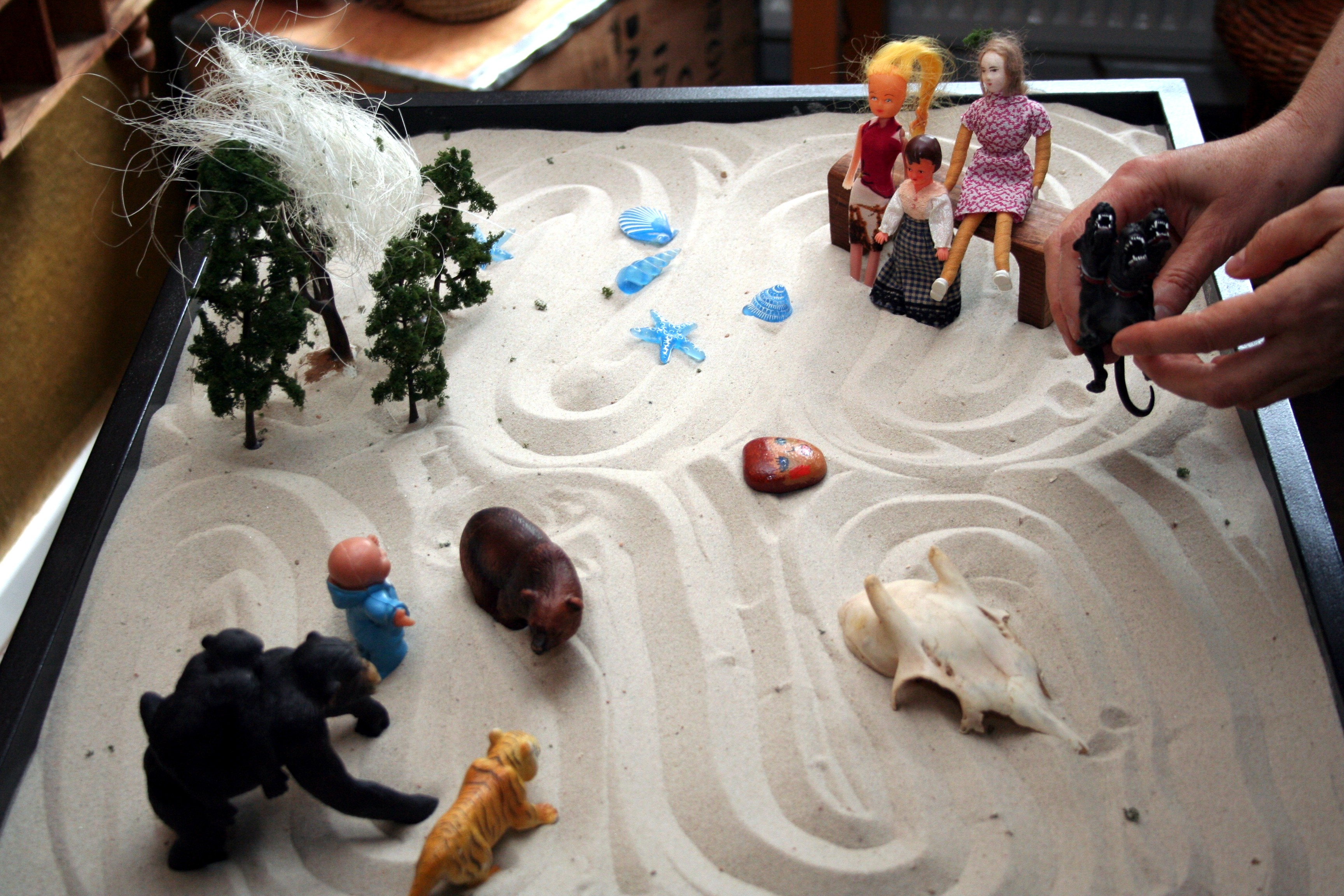
Sandlekterapi.

Lekterapi är psykoterapi för barn som är baserad på lek. Den kan användas med enskilda barn eller med barn i en grupp.
Den här terapimetoden bygger på den konfliktbearbetande funktionen hos barns lek och skapande verksamhet. Leken kan på en symbolisk nivå ge bild åt barnets inre värld. Den deltagande terapeuten identifierar och tolkar sättet som barnet förmedlar sina inre föreställningar och erfarenheterna ur livet genom leken. Här används leken ofta ihop med material från sandlådemiljön, Ericametoden, liksom leksaker som anpassats till de aktuella behoven hos barnet.